# Loxioda dissimilis
Loxioda dissimilis är en fjärilsart som beskrevs av Moore 1882. Loxioda dissimilis ingår i släktet Loxioda och familjen nattflyn. Inga underarter finns listade i Catalogue of Life.